# Organopoda divescens
Organopoda divescens är en fjärilsart som beskrevs av W. Warren 1896. Organopoda divescens ingår i släktet Organopoda och familjen mätare. Inga underarter finns listade i Catalogue of Life.